# Bandera de Irlanda
La bandera nacional de Irlanda (en irlandés, bratach na hÉireann) es la bandera nacional de la República de Irlanda. Es una bandera tricolor compuesta por tres franjas verticales de iguales dimensiones: verde, blanca y naranja. La franja naranja simboliza a los anglosajones ingleses protestantes en Irlanda, y la verde representa a los celtas gaélicos irlandeses católicos nativos del país. La franja blanca representa la paz que finalmente llegará entre ellos. Es muy parecida a la bandera de Costa de Marfil, de la que difiere solamente por la disposición invertida de los colores y por las proporciones, y de la bandera de la India y la de Níger donde los colores están dispuestos de forma horizontal.

## Significado
La bandera verde pálida simboliza a los católicos romanos, mientras que la naranja representa a la minoría protestante que apoyaba a Guillermo de Orange. Su título provenía del Principado de Orange, pero su poder provenía de su liderazgo como estatúder de los Países Bajos, un bastión protestante desde el siglo XVI. El centro blanco simboliza una paz duradera y la esperanza de unión entre protestantes y católicos en Irlanda. La bandera, en su conjunto, pretende simbolizar la inclusión y la unión deseada de los pueblos de diferentes tradiciones en la isla de Irlanda, lo que se expresa en la Constitución como el derecho de toda persona nacida en Irlanda a ser parte de la nación irlandesa independiente, independientemente de su origen étnico, religión o convicciones políticas. (El verde también se utilizó como color de organizaciones irlandesas como los Hermanos Amistosos de San Patricio, mayoritariamente protestantes y no sectarios, establecidos en 1751.)
Ocasionalmente, en eventos civiles se ven diferentes tonos de amarillo, en lugar de naranja. Sin embargo, el Departamento del Taoiseach afirmó que se trata de una interpretación errónea que "debería ser activamente desalentada" y que las banderas desgastadas deberían ser reemplazadas. En canciones y poemas, los colores a veces se enumeran como "verde, blanco y dorado" utilizando una licencia poética. Se utilizan variantes de diferentes formas para incluir, por ejemplo, varios emblemas de Irlanda, como el arpa presidencial, las cuatro provincias o los escudos de los condados.

## Historia
Fue usada por primera vez por los nacionalistas irlandeses en 1848 durante la revuelta de la «Joven Irlanda». Fue diseñada para representar la población católica (verde) y la protestante (naranja, relativa a Guillermo III de Orange) de la isla de Irlanda, que viven juntas en paz, representada por el color blanco. Contrariamente a lo que se piensa, esta no fue la bandera del Alzamiento de Pascua, que fue en realidad una bandera verde con un arpa y las palabras «Irish Republic» (República Irlandesa), escritas en naranja. Esta bandera está expuesta en la sección de Kildare Street del Museo Nacional de Dublín. La tricolor fue utilizada en la revuelta, como bandera de la Compañía E, y fue colocada en la Oficina General de Correos (GPO, General Post Office) de Dublín, que fue el cuartel general de los jefes de la revuelta. Al contrario de la bandera oficial, la tricolor de la Compañía E hizo mella en la población y se convirtió de facto en la bandera de la República Irlandesa (1919-22).

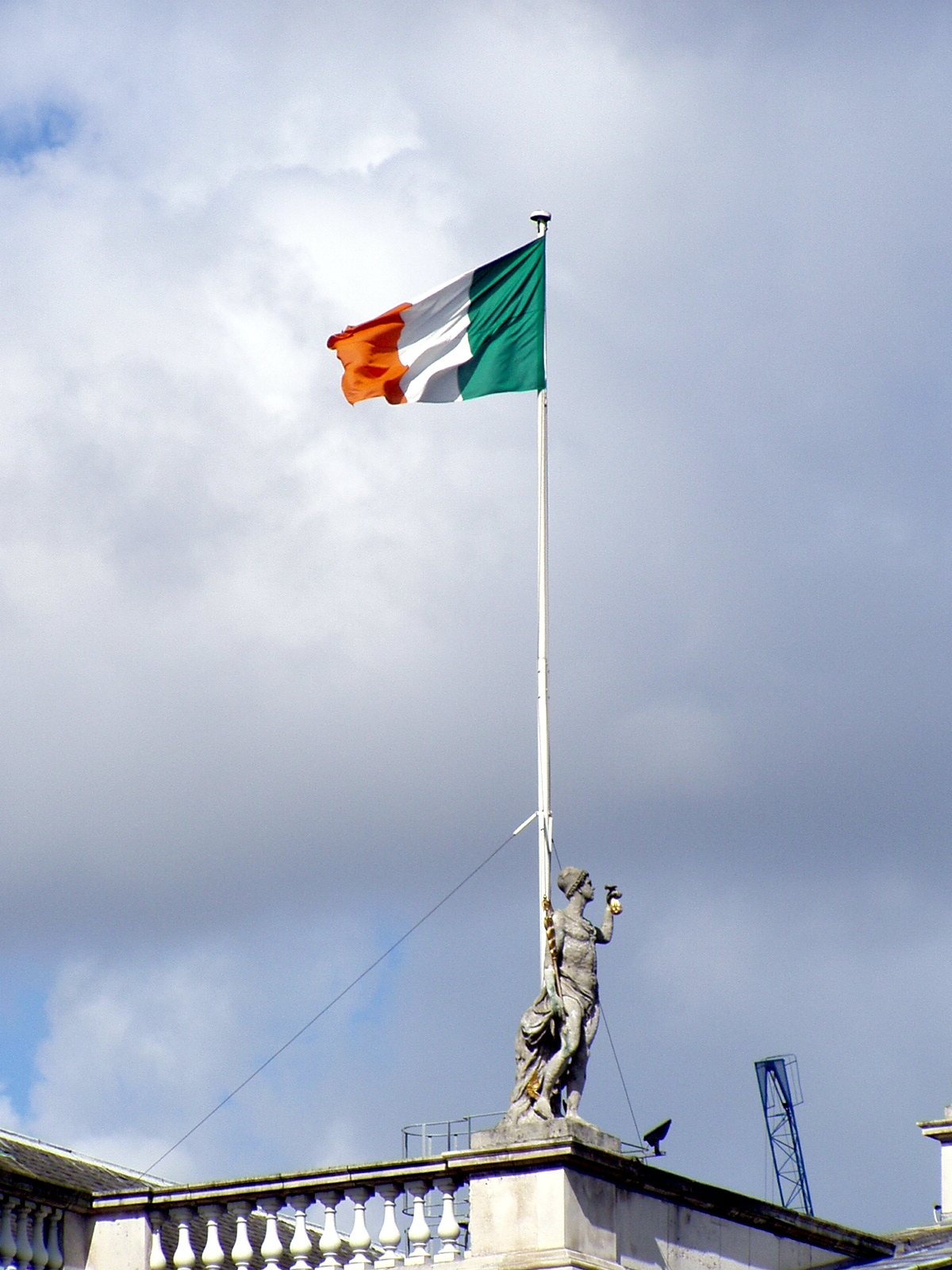
La tricolor irlandesa ondeando en la GPO de Dublín.

La bandera fue adoptada como bandera nacional del Estado Libre irlandés en 1922. Cuando el Estado Libre fue renombrado a Éire en 1937, la constitución (Bunreacht na hÉireann) le dio valor constitucional. Desde entonces ha sido la bandera de Irlanda.
La bandera nacional se iza en:
- la residencia del Presidente de Irlanda
- la sede del parlamento irlandés cuando el parlamento está en sesión
- Las cortes irlandesas y los edificios estatales.

Además aparece envolviendo los ataúdes de:
- presidentes y expresidentes irlandeses
- soldados y policías fallecidos en acto de servicio
- otras personalidades.

En los funerales de Estado de patriotas irlandeses, como por ejemplo Sir Roger Casement (1965) o Kevin Barry (2000), sus ataúdes fueron envueltos en la bandera nacional en señal de respeto y honor.

## La tricolor en Irlanda del Norte
Irónicamente, el simbolismo principal de la bandera, unidad y respeto entre católicos (verde) y protestantes —llamados orangistas— (debido al color naranja, orange), no se ha convertido en realidad. En el Acta del Gobierno de Irlanda de 1920, Irlanda quedó dividida, de modo que el noreste, con mayoría unionista, se convirtió en Irlanda del Norte. Este territorio, a través de un mecanismo originado en las secciones 11 y 15 del tratado anglo-irlandés, eligió no unirse al Estado Libre Irlandés, sino seguir formando parte del Reino Unido. El Estado norirlandés utiliza la bandera de la Unión Británica y la bandera llamada "Mano roja del Úlster" (con una corona superpuesta a una estrella de seis puntas) como símbolo del Estado.

## Otras banderas irlandesas

### Bandera de San Patricio
| Bandera | Uso                     | Descripción |
| ------- | ----------------------- | --- |
|         | Bandera de San Patricio | Cruz roja de San Andrés sobre fondo blanco, el Reino Unido la usa de manera semiformal para representar a la nación de Irlanda del Norte. |

### Otras banderas oficiales y regionales

#### Bandera presidencial
| Bandera | Adopción        | Uso                                       | Descripción                  |
| ------- | --------------- | ----------------------------------------- | ---------------------------- |
|         | 1945-actualidad | Estandarte del Presidente de la República | Arpa dorada sobre fondo azul |

#### Banderas regionales
| Bandera | Adopción | Uso                              | Descripción |
| ------- | -------- | -------------------------------- | --- |
|         |          | Bandera de las cuatro provincias | Los cuatro cuadrantes representan las provincias, con los escudos del Úlster (inferior izquierdo), Munster (superior izquierdo), Connacht (superior derecho) y Leinster (inferior derecho). |
|         |          | Bandera del Úlster               | Cruz roja sobre fondo amarillo, escudo del colonizador normando (John de Courcy), en el centro un escudo blanco que en su interior tiene una mano roja.                                     |
|         |          | Bandera del Leinster             | Arpa de oro sobre fondo verde (usada también como bandera nacional naval). |
|         |          | Bandera del Connacht             | Bandera blanquiazul con la mitad de un águila a la izquierda y un brazo blandiendo una espada a la derecha.                                                                                 |
|         |          | Bandera del Munster              | Fondo azul con tres coronas doradas. |

#### Banderas militares
| Bandera | Período | Uso             | Descripción                                                                                                |
| ------- | ------- | --------------- | --- |
|         |         | Bandera de proa | Arpa de oro sobre fondo verde (también se usó para representar la Irlanda unida bajo el dominio británico) |

## Banderas históricas
| Bandera | Adopción/desuso | Uso | Descripción                                                                      |
| ------- | --------------- | --- | -------------------------------------------------------------------------------- |
|         | 1542-1800       | Estandarte del Reino de Irlanda. Desde 1801, ha sido incorporado en el lado inferior izquierdo del estandarte del monarca británico.                                                                   | Un arpa dorada con cuerdas plateadas sobre un fondo azul.                        |
|         | 1783-1922       | Bandera de San Patricio. Se oficializa como símbolo irlandés con la fundación de la Orden de San Patricio en 1783 por el rey Jorge III. La cruz de San Patricio representa a Irlanda en la Union Jack. | Cruz roja de San Andrés sobre fondo blanco.                                      |
|         | 1801-1922       | Union Jack, bandera del Reino Unido de Gran Bretaña e Irlanda | Una superposición de la bandera inglesa, de la escocesa y de la de San Patricio. |
|         | 1821-1922       | Bandera del lord teniente de Irlanda | Una Union Flag con el escudo de Irlanda en el centro.                            |